# Disco (álbum)
Disco es el segundo álbum del dúo británico de música electrónica Pet Shop Boys, lanzado por Parlophone el 17 de noviembre de 1986. El álbum consiste en remixes de pistas del primer álbum, Please, y sus respectivos lados B.

## Álbum
Muchos fanes del synthpop de la década de 1980 ven las mezclas en este álbum como algunos de los mejores ejemplos del "mix extendido dance" y este álbum incluye remixes de Arthur Baker, Shep Pettibone y los mismos Pet Shop Boys. La foto de portada fue una imagen de Chris Lowe del video promocional de "Paninaro" dirigido por los mismos Pet Shop Boys.
En adición, los Pet Shop Boys más tarde lanzarían los álbumes de remixes Disco 2, Disco 3 y Disco 4, aunque los conceptos de esas compilaciones difieren en gran medida del álbum Disco original: Disco 2 es un continuo mega-mix de remixes de baile, Disco 3 es una mezcla de remixes y canciones nuevas y Disco 4 consiste exclusivamente de pistas remezcladas por los Pet Shop Boys, principalmente por otros artistas.
Las mezclas de "Suburbia" y "Paninaro" también se pueden encontrar el sencillo de 12" de "Suburbia" y el relanzamiento de dos discos de 2001 de Please. Versiones de 7" de ambas mezclas de esas canciones fueron usadas para el lanzamiento en sencillo de "Suburbia".
La versión original de "In the Night" fue el lado B del lanzamiento original de "Opportunities (Let's Make Lots of Money)". El mix extendido de Arthur Baker de "In the Night" fue usado como el tema musical del programa de la BBC The Clothes Show. A mediados de la década de 1990, los Pet Shop Boys remezclaron nuevamente "In the Night" en un estilo de entonces contemporáneo de manera que el programa continuaría usando el tema. Esta versión, conocida como "In the Night 1995", fue relanzada como lado B del sencillo de 1996 "Before" y fue entonces recolectada en relanzamiento de dos discos de 2001 de Bilingual.
El crítico estadounidense de música Robert Christgau se refirió a Shep Pettibone (quien mezcló el gran éxito de los Pet Shop Boys, "West End Girls") como "Pet Sheppibone" en su reseña.

## Lista de canciones
1. "In the Night" (Arthur Baker's Extended mix) [6:28]
2. "Suburbia" (Julian Mendelssohn's Full Horror mix) [8:56]
3. "Opportunities (Let's Make Lots of Money)" (Ron Dean Miller and Latin Rascals's Version Latina) [5:34]
4. "Paninaro" (Pet Shop Boys and David Jacob's Italian mix) [8:35]
5. "Love comes quickly" (Shep Pettibone's Mastermix) [7:38]
6. "West End Girls" (Shep Pettibone's Disco mix) [9:03]

## Personal
- Neil Tennant - voz principal
- Chris Lowe - sintetizadores, programación, Fairlight CMI en pista 2 y caja de ritmos

### Músicos invitados
- Andy Mackay - Saxofón en pistas 2 y 5

- Datos: Q377347